# 芒青谷地

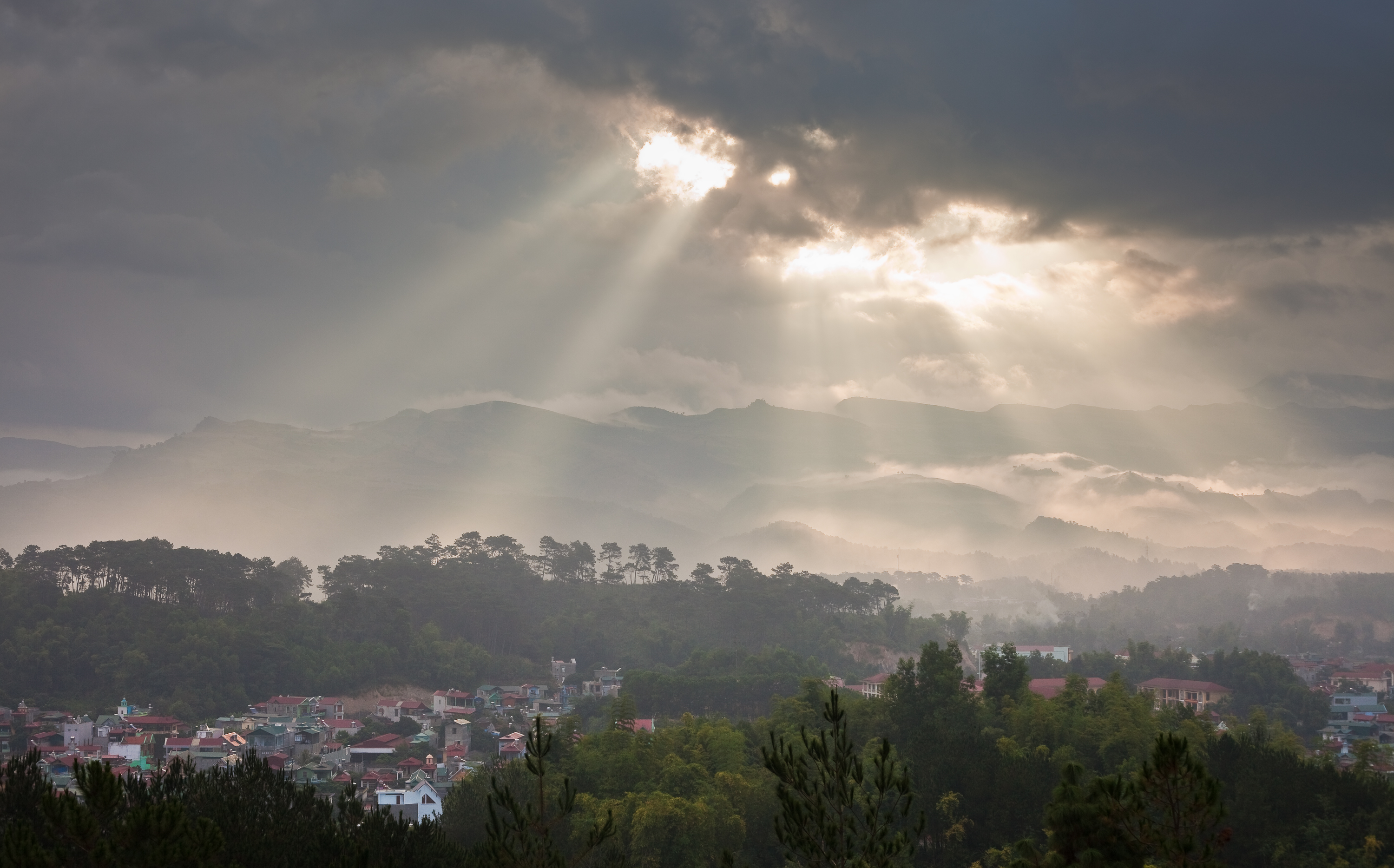
芒青谷地

21°23′N 103°01′E / 21.383°N 103.017°E
芒青谷地是位於越南西北奠邊省的山谷。山谷長12公里，闊3公里，其间叢林，稻田和湖泊相间。越盟打敗法國軍隊的奠邊府戰役也發生在此。